# Carlito's Way
Carlito's Way (bra: O Pagamento Final; prt: Perseguido pelo Passado) é um filme estadunidense de 1993 do gênero policial, dirigido por Brian De Palma, e com roteiro baseado nos romances Carlito's Way e After Hours, de Edwin Torres.

## Sinopse
Carlito é libertado da prisão graças a seu amigo e advogado. Assim que é solto ele promete ao juiz e a todos que quer abandonar sua vida antiga de delitos como o tráfico de heroína, Carlitos tem planos de guardar dinheiro para poder viver nas Bahamas, onde pretende realizar seu grande sonho de ter um negócio próprio e acima de tudo honesto. Porém, ele logo se vê envolvido com antigos e perigosos amigos, onde há por todos lados perigos que o cercam, e o tentam a voltar para sua antiga vida de delitos. Mas graças ao amor de sua Antiga namorada e ao seu glorioso sonho ele fará de tudo para conseguir seu objetivo, custe o que custar.

## Elenco
- Al Pacino .... Carlito Brigante
- Sean Penn .... David Kleinfeld
- Penelope Ann Miller .... Gail
- John Leguizamo .... Benny Blanco
- Ingrid Rogers .... Steffie
- Luis Guzmán .... Pachanga
- James Rebhorn .... Norwalk
- Joseph Siravo .... Vinnie Taglialucci
- Viggo Mortensen .... Lalin
- Richard Foronjy .... Pete Amadesso
- Paul Mazursky .... juiz Feinstein
- Jorge Porcel .... Saso

## Principais prêmios e indicações
Globo de Ouro 1994 (EUA)
- Indicado nas categorias de melhor ator coadjuvante (Sean Penn) e melhor atriz coadjuvante (Penelope Ann Miller).[1]